# Impedància característica
La impedància característica d'una línia de transmissió és la relació existent entre la diferència de potencial aplicat i el corrent absorbit per la línia en el cas hipotètic que aquesta tingui una longitud infinita, o quan tot i ser finita no existeixen reflexions. En el cas de línies reals, es compleix que la impedància de les mateixes roman inalterable quan són carregades amb elements, generadors o receptors, la impedància dels quals és igual a la impedància característica.
La impedància característica és independent de la freqüència de la tensió aplicada i de la longitud de la línia, de manera que aquesta apareixerà com una càrrega resistiva i no es produiran reflexions per desadaptació d'impedàncies, quan es connecti a ella un generador amb impedància igual al seu impedància característica. 

De la mateixa manera, en l'altre extrem de la línia aquesta apareixerà com un generador amb impedància interna resistiva i la transferència d'energia serà màxima quan se li connecti un receptor de la seva mateixa impedància característica.
No s'amaga, per tant, la importància que tots els elements que componen un sistema de transmissió presentin a les parts connectades a la línia impedàncies idèntiques a la impedància característica d'aquesta, perquè no hi hagi ones reflectides i el rendiment del conjunt sigui màxim.
La impedància característica d'una línia de transmissió depèn dels anomenats paràmetres primaris de la mateixa que són: 

Resistència, capacitància, inductància i conductància (inversa de la resistència d'aïllament entre els conductors que formen la línia).
La fórmula que relaciona els paràmetres anteriors i que determina la impedància característica de la línia és:
{\displaystyle {Z_{0}}={\sqrt {\frac {R+j\cdot L\omega }{G+j\cdot C\omega }}}}
on:
Z  0  = Impedància característica en ohms.
R = Resistència de la línia en ohms.
C = Capacitat de la línia en Farads.
L = Inductància de la línia en Henrys
G = Conductància del dielèctric en siemens.
Ω = 2πf, sent f la freqüència en hertzs
J = Factor imaginari